# 아다지오 사 단조
바이올린, 현악합주와 오르간 통주저음을 위한  아다지오 G 단조는 네오 바로크 18세기의 베네치아 작곡가 토마소 알비노니의 작품이라 알려졌지만, 실제로는 20세기에 음학학자이며 알비노니의 작품 목록을 정리한 사람인 레모 지아조토가 알비노니의 필사본이라고 생각되는 악보 일부를 바탕으로 작곡한 곡이다.

## 유래
이 작품은 자주 '알비노니의 <아다지오>' 또는 '지아조토의 <알비노니 주제의 의한 아다지오 G단조>'라고 언급되곤 하지만 이는 틀린 것이다. 실제로는 지아조토가 발견했다고 말하는 '느린박자의 알비노니 교회 소나타 필사본 일부'(도입부로 여겨지는 선율 일부와 통주저음 부분이 존재함)에서 비롯되었다고 여겨진다.
지아조토에 따르면, 2차 세계대전이 끝난 직후에, 1945년도 2월과 4월에 행해진 영국과 미국 공군의 드레스덴 폭격에 의해 파괴된 드레스덴에 있는 섹슨 주립 도서관의 잔해 속에서 악보 일부 찾았다고 한다. 지아조토는 해당 필사본이 1708년 즈음 작곡된 알비노니의 교회 소나타 4번 G단조의 일부일 것이라 단정지었다.
지아조토 본인의 설명에 따르면, 단조로만 이루어진 불완전한 선율을 하나의 완전한 곡으로 옮겼다고 한다. 그는 자신의 이름으로 1958년도에 제목을 영어로 번역한 "알비노니 주제의 현과 오르간을 위한 아다지오 G단조"로 발표하였다. . 하지만 지아조토는 알비노니의 필사본 조각 원본을 공개하지 않았고, 섹슨 주립 대학의 자료에서도 녹음이 아직까지는 공식적으로 발견되지 않은 상태이다.
```
무스카 만가노는 통주저음과 6개의 바이올린 부분소절이 있는 필사본을 발견하였다. 해당 문서에는 드레스덴 지방의 도장이 상단 오른쪽 부분에 뚜렷하게 찍혀있었고, 이는 드레스덴에 있었던 필사본을 지아조토 본인이 작곡 당시 참고했다는 주장에 약간의 힘을 실어주었다.
[
3
]
 하지만 학계는 비록 알비노니의 필사본 일부가 지아조토에게 영감을 주었더라도, <아다지오>는 지아조토 본인의 곡이라는 의견이 대다수다.
```

<아다지오 G단조> 작품은 대부분 현악합주와 오르간 또는 현악합주로만 이루어졌지만, 점차 커져가는 인기에 다른 악기로도 연주할 수 있도록 편곡되었다. 이탈리아의 지휘자인 이노 사비니 (1904-1995)는 <아다지오>를 오케스트라에서도 연주할 수 있도록 편곡하였고, 그는 편곡된 작품을 1967년도 잔섹 필아모닉 오케스트라의 연주에서 지휘하였다. 이 작품은 대중적으로도 유명해져서, 갈리폴리와 같은 곡의 배경 음악으로도 사용되었으며, 텔레비전 프로그램의 삽입 곡이나 광고 음악으로도 많이 사용되었다.